# Rezolucja Rady Bezpieczeństwa ONZ nr 15
Rezolucja Rady Bezpieczeństwa ONZ nr 15 została przyjęta 19 grudnia 1946 r.
Rada powołała w niej komisję ds. zbadania charakteru domniemanych naruszeń granic na granicy Grecji z Albanią, Bułgarią oraz Jugosławią. Komisja miała przybyć na miejsce nie później niż 15 stycznia 1947 r. i jak najszybciej złożyć raport Radzie.